# グラスホフ数
グラスホフ数（英:Grashof Number)は、伝熱現象、物質移動現象に関して、流れ場における粘性力に対する浮力の相対的な影響を示す無次元量である。自然対流を特徴付ける指標となる。
{\displaystyle Gr={\frac {g\rho ^{2}\beta \Delta \theta L^{3}}{\eta ^{2}}}}
ここで、
- g : 重力加速度 [m/s2]
- ρ : 密度 [kg/m3]
- L : 代表長さ [m]
- η : 粘度 [Pa s]

であり、伝熱現象の場合はβ、Δθには体膨張係数 [1/K] および温度差 [K] をそれぞれ用いる。一方、物質移動現象の場合には、βには濃度に関する体膨張係数 [m3/mol]、Δθには濃度差 [mol/m3] をそれぞれ用いる。
ドイツの工学者、フランツ・グラスホフに由来する。